# Sulla spiaggia e di là dal molo
Sulla spiaggia e di là dal molo è una raccolta di racconti di Mario Tobino, pubblicato per la prima volta nel 1966. Lo stesso anno, il libro ha vinto il Premio Selezione Campiello.
Ne è stato tratto l'omonimo film nel 2000, per la regia di Giovanni Fago, con musica di Pino Donaggio.

## Contenuto
Il libro è organizzato in quattro parti, suddivise in un numero variabile di racconti.

### Parte prima: Bastimenti e marinai
- I quattrocento - Sia benedetto lo Zendrini - Un pittore di Firenze - Maria Luisa - I bastimenti - Avevano il soffio delle anfore greche - Chi erano i capitani - Sugli Antonini e l'Adele marinara - Il capitano Angelo si diverte - Un amore infelice di Angelo Antonini - L'Adele - Il negretto Alì - Un modesto segreto

Viene tracciata una storia di Viareggio, dal XIII secolo fino agli inizi del XX secolo. Si descrive la zona paludosa dove vivevano quattrocento abitanti, pacificamente anarchici e restii a condividere la vita delle provincie circostanti. Nel '700, un esperto venuto dalla Repubblica Serenissima di Venezia, lo Zendrini, attuò la bonifica della palude e Viareggio divenne una località di mare, con spiaggia e darsena per il porto. Apparvero i primi costruttori di barche, di piccole e grandi dimensioni, e la produzione fu incentivata da una duchessa di Lucca, Maria Luisa di Borbone, appassionata di navigazione. La fama di Viareggio e dei suoi marinai si diffuse; si arrivò a gareggiare anche nel Golfo del Leone. I capitani erano in genere ragazzi molto determinati a solcare i mari e ricevevano l'istruzione necessaria sia servendo a bordo come mozzi, sia frequentando una sorta di scuola comunale, per poi sostenere gli esami a Livorno. Vengono anche narrate le gesta di una famiglia di capitani, gli Antonini. Insieme alle loro mogli e a figli appena nati, erano soliti percorrere le rotte fino a Montevideo, dominando con imbarcazioni a vela l'oceano. Solo alla fine, quando ormai i velieri stanno per scomparire dalla storia marinara, nel '900, appare l'autore, ancora bambino.

### Parte seconda: La politica
- Le tre giornate - 16 Maggio 1921

Ne Le tre giornate si narra di quanto avvenne a Viareggio dal 2 al 4 maggio 1920. Tutto era cominciato con una partita di calcio tra la squadra locale e il Lucca: in testa con due reti a zero, il Viareggio fu raggiunto dal più esperto e preparato Lucca e si scatenò il furore dei tifosi locali. La squadra avversaria riuscì a mettersi in salvo, scappando dal retro degli spogliatoi. Poiché i carabinieri intervenuti allontanavano ogni piccolo gruppo incontrato, ci fu un incidente in cui un giovane, non coinvolto nella partita ma lì a passeggio, venne freddato da un colpo di pistola da un appuntato. Si scatenò da quel momento una rivolta popolare in Viareggio, i carabinieri vennero confinati nella caserma e fu decretato uno sciopero generale. Per tre giorni, i ribelli tennero saldamente la loro città, raggiunta a più riprese da contingenti militari; gli ufficiali erano disarmati e i soldati, considerati poveri e fratelli, venivano accolti nella rivoluzione. Ma non poteva durare e l'intervento con mezzi pesanti fu sventato solo dalla buona fama di un politico locale, che trattò lo smobilitamento dei cittadini. Le pene furono molto pesanti sui capi più esposti e l'appuntato che aveva ucciso il giovane fu assolto. Quanto alla giornata del 16 maggio 1921, fu il tributo dei viareggini alla lotta antifascista, anch'essa iniziata con successo, ma poi amaramente soffocata dai brutali sistemi degli squadristi.

### Parte terza: Al di qua del canale
- La Passeggiata - Le rotonde - Come faremo a dire tutto? - Il gioco dei calapugnoli - Palazzo Paolina - Pacifico - Petrolini all'Eden - Andasti, o giovinastro, al gran veglione - La ragazza viareggina - Capitolo nero - Lorenzo Viani - Tocco di chitarra per Scipione

I momenti narrativi di questa parte del libro rievocano luoghi e persone della Viareggio nel periodo tra le due guerre mondiali. In questi anni, l'autore usciva dalla fanciullezza, raggiungeva una giovinezza piena e matura. Ma non indugia tanto in episodi autobiografici, privilegiando le descrizioni a beneficio di chi non ha vissuto in quel tempo e a rimembranza per chi invece lo ha vissuto. Così sembra di vedere i fantasiosi edifici in legno che costeggiavano la Passeggiata, abbattuti in seguito per sostituirli con piatte costruzioni in cemento e in linea con l'architettura del tempo fascista. Si celebrano gli stabilimenti balneari, le piazze dal terreno sabbioso in cui i ragazzi giocavano con i calapugnoli (grossi coleotteri che, legati a un filo, si levavano in volo come aeroplani), i musei del Palazzo Paolina, il fastoso carnevale. Ma, più di ogni edificio, si rimembrano le persone: i lucchesi e i viareggini, contrapposti in una galleria di vizi e virtù; le esibizioni di Ettore Petrolini nella lunga stagione balneare, con tanti ammiratori in vacanza (come Ermete Zacconi); le stravaganze del pittore Lorenzo Viani; la vita e la morte di Scipione, un sovversivo povero e fiero.

### Parte quarta: Tempi moderni
- Zufolo per due darsene - Yachts e cruisers - Il barattolo rosso - Viareggio oggi

Nella parte conclusiva, l'autore è ormai anziano e descrive le due darsene del litorale, quella storica, legata a Maria Luisa di Borbone, e quella moderna, adatta alle imbarcazioni a motore. Perché la nuova Viareggio che ha avuto eccellenti navigatori a vela, si distingue anche per il coraggio dei motonauti. I marinai di ieri sono talora divenuti capitani di yacht, appartenenti a ricchi signori. Un'esaltante competizione avviene tra Viareggio e Bastia, con ritorno il giorno seguente. Per finire, in Il barattolo rosso, l'autore ricorda il coetaneo, amico e grande pittore Mario Marcucci e l'altro amico, Gino Parenti, che ne scoprì il genio. E, pur nel cambiamento di cose e persone, Viareggio ha mantenuto, agli occhi di chi l'ha amata, la fisionomia di città creativa e seducente.

## Adattamento cinematografico
Nel 2000 è uscito il film omonimo, diretto da Giovanni Fago; interpretato da Andrea Renzi (Andrea), Stéphane Freiss (Guido), Laurent Terzieff (il Professore) e Omero Antonutti (Barsanti).

## Edizioni
- Mario Tobino, Sulla spiaggia e di là dal molo, Milano, A. Mondadori, 1966, ISBN non esistente.
- Mario Tobino, Sulla spiaggia e di là dal molo, introduzione di Claudio Marabini, Milano, Mondadori, 1978, ISBN 88-04-15359-8.
- Mario Tobino, Sulla spiaggia e di là dal molo, introduzione di Eraldo Affinati, cronologia e bibliografia di Paola Italia, nota al testo di Giacomo Contiero, Milano, Mondadori, 2018, ISBN 978-88-04-70135-4.